# Erlend Haraldsson
Pour les articles homonymes, voir Haraldsson.
Erlend III Haraldsson (tué le 21 décembre 1156) fut co-comte des Orcades entre 1154 et 1156, conjointement avec Rognvald Kali Kolsson et Harald Maddadsson, ses cousins.

## Biographie
Il est le fils d'Harald Haakonsson. Avec les encouragements de sa grand-tante Frakokk Moddandottir il met à profit de l'absence de Rognvald Kali Kolsson parti en pèlerinage pour revendiquer le comté des Orcades. Il obtient l'autorisation du roi Eystein II de Norvège pour administrer la part de Rognvald III.  Malgré cet accord il s'oppose à Harald Maddadsson qui réclame la totalité du pouvoir.
Le roi David Ier d'Écosse offre à Erland III la moitié du Caithness. Il en résulte des conflits politiques qui se terminent par sa défaite le 24 octobre 1156 devant les forces alliées de Rognvald Kali Kolsson et de Harald II et son meurtre pendant sa fuite le 21 décembre suivant, date à laquelle il est tué par ses poursuivants.

## Sources
- Mike Ashley The Mammoth Book of Bristish Kings & Queens Robinson London (ISBN 1841190969) « Erlend III » p. 455.
- Jean Renaud Les Vikings et les Celtes, Éditions Ouest-France Université, Rennes, 1992  (ISBN 2-7373-0901-8)